# Roberto Landell de Moura
Roberto Landell de Moura (Porto Alegre, 21 de gener de 1861 - Ib., 30 de juny de 1928) va ser un inventor i sacerdot brasiler de l'Església Catòlica, qui va demostrar públicament una transmissió de la veu humana el 3 de juny de 1900.

## Biografia
Va néixer el 21 de gener de 1861 a Porto Alegre (Rio Grande do Sul). Va ser ordenat sacerdot el 1886 a Roma. També va estudiar Ciències Físiques, i després de la seva emissió de ràdio a més de 8 km a São Paulo, se li va concedir una patent brasilera el 9 de març de 1901. Landell de Moura també va viatjar als Estats Units i va obtenir allí tres patents: una per a un transmissor d'ona (11 d'octubre de 1904), unes altres per a un telèfon sense fil i per a un telègraf sense fil (tots dos el 22 de novembre de 1904).
Les seves peticions subsegüents al govern brasiler per a l'assistència en el desenvolupament de la seva invenció van ser negades pel que els seus esforços van llanguir. Així, va tornar a la seva ciutat natal per a exercir les seves obligacions religioses fins a la seva defunció, el 30 de juny de 1928.

## Homenatges
El govern del Brasil, mitjançant la Llei Federal núm. 12614, de 2012, va incorporar el nom del pare Landell al Llibre dels Herois i Heroïnes de la Pàtria, memorial que acull les personalitats que més van fer en defensa dels valors i el creixement nacional.